# Gelč
Pogostost priimka Gelč je bila po podatkih Statističnega urada Republike Slovenije na dan 1. januarja 2010 manjša kot 5 oseb. 

## Znani nosilci priimka
- Angela Gelč-Jontez (1906—1973), pisateljica